# Апен (Шлезвиг-Холштајн)
Апен (њем. Appen) општина је у њемачкој савезној држави Шлезвиг-Холштајн. Једно је од 49 општинских средишта округа Пинеберг. Према процјени из 2010. у општини је живјело 5.931 становника. Посједује регионалну шифру (AGS) 1056001.

## Географија
Апен се налази у савезној држави Шлезвиг-Холштајн у округу Пинеберг. Општина се налази на надморској висини од 6 метара. Површина општине износи 20,3 km². У самом мјесту је, према процјени из 2010. године, живјело 5.931 становника. Просјечна густина становништва износи 292 становника/km².

## Међународна сарадња
| Мјесто  | Држава               | Врста сарадње | Од    |
| ------- | -------------------- | ------------- | ----- |
| Полгејт | Уједињено Краљевство | партнерство   | 1981. |
| Извор   |                      |               |       |